# Alessandro Tandura
Alessandro Tandura (Vittorio Veneto, 17 settembre 1893 – Mogadiscio, 28 dicembre 1937) è stato un militare italiano, decorato di medaglia d'oro al valor militare alla memoria nel corso della prima guerra mondiale.

## Biografia
Alessandro Tandura si arruola volontario a 21 anni nel Regio Esercito Italiano e viene assegnato al 1º Reggimento fanteria "Re", di stanza a Sacile (PN) il 14 settembre 1914.
Il 31 gennaio 1915 è nominato caporale. La prima guerra mondiale inizia e il caporale Tandura rimedia una grave ferita all'avambraccio sinistro durante un aspro combattimento sul monte Podgora. Il 6 luglio viene ricoverato all'ospedale di Legnago e inviato in licenza di convalescenza il 19 agosto, per quattro mesi. Rientra al Corpo il 9 ottobre e, successivamente alla rassegna medica, viene nuovamente inviato in licenza di convalescenza per altri quattro mesi. Il 23 febbraio del 1916 viene ricoverato all'ospedale di riserva di Bologna per i postumi della ferita e l'8 marzo è trasferito all'ospedale militare di Campobasso.
Torna al reparto il 16 maggio 1916 e il 15 settembre viene trasferito al Deposito del 77º Reggimento fanteria "Toscana". Il 20 settembre il caporale Tandura è inquadrato nella 333ª Compagnia mitragliatrici FIAT e inviato in territorio di guerra. Il 30 settembre è nominato sergente al Deposito mitragliatrici FIAT "Brescia".
Il 31 gennaio 1917 riparte volontario per il fronte con il 220º Reggimento fanteria "Sile" e viene ammesso a frequentare il corso d'istruzione per aspiranti ufficiali, e nominato aspirante ufficiale dell'arma della fanteria il 6 maggio 1917. Il 29 aprile è nel 158º Reggimento fanteria "Liguria" e il 22 luglio nel 163º Reggimento fanteria "Lucca". Con determinazione ministeriale dell'11 ottobre 1917 è nominato sottotenente di complemento.
Il 17 novembre contrae in servizio una grave infermità, a seguito della quale viene ricoverato presso l'ospedale militare di Verona, uscendone a dicembre con 6 mesi di convalescenza, alla quale rinuncia per raggiungere il 27 dicembre 1917 il 20º Reggimento d'assalto "Fiamme Nere" con il quale partecipa a tutte le azioni del Basso Piave, compresa l'espugnazione della testa di ponte di Capo Sile.
Il 17 gennaio del 1918 viene assegnato al Deposito del Reggimento fanteria "Novara". Il 28 aprile è promosso tenente di complemento e il 1º agosto è assegnato al Comando dell'8ª Armata comandata dal tenente generale Enrico Caviglia.
Nel 1922 è nominato nel servizio permanente effettivo, viene trasferito in forza al 7º Reggimento alpini e nel gennaio 1925 parte per la Libia in forza al 21º Battaglione indigeni eritreo-misto.
Il figlio di Alessandro, Luigi Tandura, detto Nino, partigiano del battaglione "Mazzini" della brigata "Natisone", divisione "Garibaldi-Osoppo", fu anche lui decorato di medaglia d'oro al valor militare "alla memoria” durante la seconda guerra mondiale.

### Il primo paracadutista al mondo in azione di guerra
Il lancio da 1600 piedi di Alessandro Tandura avviene tra la notte dell'8 e 9 agosto 1918, a bordo di un aereo Savoia-Pomilio SP.4 del Gruppo speciale Aviazione I, rabberciato in tutta fretta dopo un grave danneggiamento a seguito di un violento temporale, e pilotato dal maggiore William George Barker, canadese, e dal capitano e deputato alla Camera dei comuni William Wedgwood Benn, britannico (entrambi piloti della Royal Air Force).

## Riconoscimenti
Vittorio Veneto la sua città natale gli ha intitolato
- L'Istituto del Nastro Azzurro di Vittorio Veneto,
- la Sezione dell'Associazione Nazionale Alpini di Vittorio Veneto,
- la Sezione dell'Associazione Nazionale Paracadutisti d'Italia di Vittorio Veneto
- una stanza del Museo della Battaglia, avente sede della loggia comunale di Ceneda.
- La caserma "A. Tandura" di Vittorio Veneto ospita la Divisione "Mantova" ai comandi del 1 °F.O.D. dell'Esercito Italiano.
- Inoltre è intitolata a lui e al figlio Luigino una via della città.

## Motivazione della medaglia d'oro al valor militare
Comando dell'8ª Armata - Ufficio Informazioni
Ubbidendo ad uno spontaneo e generoso slancio dell'animo, spinto unicamente da un sentimento di amor patrio, assalito da un magnanimo desiderio di compiere opera utile alla Patria, sia pure coll'olocausto di sé medesimo, in sui primi del decorso mese di agosto, il Tenente Tandura accettava di sua libera elezione di esprimere un nuovo sistema di discesa dall'alto, e a mezzo di paracadute si faceva lanciare da un apparecchio in volo nella zona di Vittorio, ove atterrava mettendosi all'opera alacremente per raccogliere dati e notizie sui movimenti, le dislocazioni, le intenzioni del nemico e per entrare in contatto coi vari nuclei di soldati ed Ufficiali nostri sottrattisi con la fuga alla prigionia e in massima dispersi e sbandati nelle terre invase durante il ripiegamento dell'Ottobre 1917.
Non arrestò, nell'audace divisamento, il pensiero delle enormi difficoltà da superare, dei pericoli estremi da vincere; ché anzi di questi ebbe ragione con indomita costanza e intrepida fede, quelli affrontò con serena baldanza ed ammirevole slancio sfuggendo a ricerche, insidie e inseguimenti.
Tratto in arresto per ben due volte, si pose in salvo, riacquistò la libertà e perseverando la sua opera riuscì non solo a creare al di là delle linee nemiche un importante centro d'informazioni per le truppe operanti ed inviare a mezzo piccioni viaggiatori notizie precise e preziose sul nemico, ma a porsi in pari tempo, con pronta ed inesauribile arditezza a contatto coi vari nuclei di Ufficiali e soldati nostri dispersi per la regione, a riunirli, a riaccendere la fede e l'entusiasmo, portando loro la parola di solidarietà della Patria vigile ed amorosa, riorganizzare le file a preparare gli animi ai supremi cimenti.
È da ascrivere in modo particolare a suo merito se l'Armata poté entrare in azione con la piena coscienza delle Unità che aveva di fronte e della loro dislocazione.
Tale feconda ed avveduta opera di preparazione egli seppe integrare mercé la più ardita ed oculata delle azioni, unendosi, quando il movimento di ritirata delle truppe nemiche si fu delineato ad apparve in vista l'Esercito liberatore, alla testa delle schiere di ribelli, con essi insorgendo ed assalendo il nemico per poi offrire, infine, i suoi servigi ai vari Comandi, fornire tutte le informazioni preziose che possedeva, agevolare ed assecondare le loro azioni.
Le vicende del Tenente Tandura svoltesi in condizioni di estreme difficoltà, attraverso una lunga serie di sofferenze, di privazioni, di disagi, affrontati serenamente, con virile forza d'animo, senza iattanza, nel tripudio spirituale, che deriva a colui che ha conoscenza di offrire tutto sé stesso al Paese, ben a ragione possono paragonarsi ad una epopea, in cui la figura dell'eroico Ufficiale trasfigurata dalle stigmate degli stenti patiti, rifulge di vivida luce.
Ritiene pertanto lo scrivente abbia il Tenente Tandura ben meritato dalla Patria. Questa, impersonata nel più puro dei suoi simboli, l'Esercito, in niun'altra più degna guisa potrebbe onorarlo, che tributandogli la massima, più ambita delle onorificenze, la medaglia d'oro, colla seguente motivazione:
"Animato dal più ardente amor di patria, si offriva per compiere una missione estremamente rischiosa: da un aeroplano in volo, si faceva lanciare con un paracadute al di là delle linee nemiche nel Veneto invaso, dove, con alacre intelligenza e indomito sprezzo di ogni pericolo, raccoglieva nuclei di Ufficiali e soldati nostri dispersi, e, animandoli con il proprio coraggio e con la propria fede, costituiva con essi un servizio d'informazioni che riuscì di preziosissimo ausilio alle operazioni. Due volte arrestato e due volte sfuggito, dopo tre mesi di audacie leggendarie, integrava l'avveduta e feconda opera sua, ponendosi arditamente alla testa delle sue schiere di ribelli e con esse insorgendo nel movimento cui si delineava la ritirata nemica, ed agevolando così l'avanzata vittoriosa delle nostre truppe. Fulgido esempio di abnegazione, di cosciente coraggio e di generosa intera dedizione di tutto sé stesso alla Patria".
Piave - Vittorio Veneto, agosto - Ottobre 1918.
Propone inoltre che l'altissima ricompensa gli venga conferita per concessione immediata sul campo.
Il Tenente Colonnello di S.M. - Capo dell'Ufficio Informazioni
Dupont»
(Motivazione per l'assegnazione della medaglia d'oro)

## Pubblicazioni
- Tre mesi di spionaggio oltre il piave. Agosto - Ottobre 1918, Soc. An. Editrice Longo & Zoppelli, Treviso 1934.